# Kathleen Shaw
Kathleen Shaw   (Barton upon Irwell, 18 de gener de 1903 - Trearddur Bay, 19 de juliol de 1983) va ser una patinadora artística sobre gel anglesa que va competir a començaments del segle xx.
Va disputar dues edicions dels Jocs Olímpics d'Hivern, el 1924 i el 1928, on disputà la prova individual femenina. El 1924 finalitzà en setena posició, mentre el 1928 fou catorzena. En el seu palmarès també destaquen tres campionats nacionals individuals i una medalla de bronze al Campionat del Món.

## Palmarès
| Prova                    | 1924 | 1925 | 1926 | 1927 | 1928 | 1929 | 1930 |
| ------------------------ | ---- | ---- | ---- | ---- | ---- | ---- | ---- |
| Jocs Olímpics d'Hivern   | 7a   |      |      |      | 14a  |      |      |
| Campionat del Món        |      | 4a   | 3a   |      | 6a   |      |      |
| Campionat d'Europa       |      |      |      |      |      |      | 8a   |
| Campionat del Regne Unit |      |      |      | 1a   |      | 1a   | 1a   |